# أوشمال

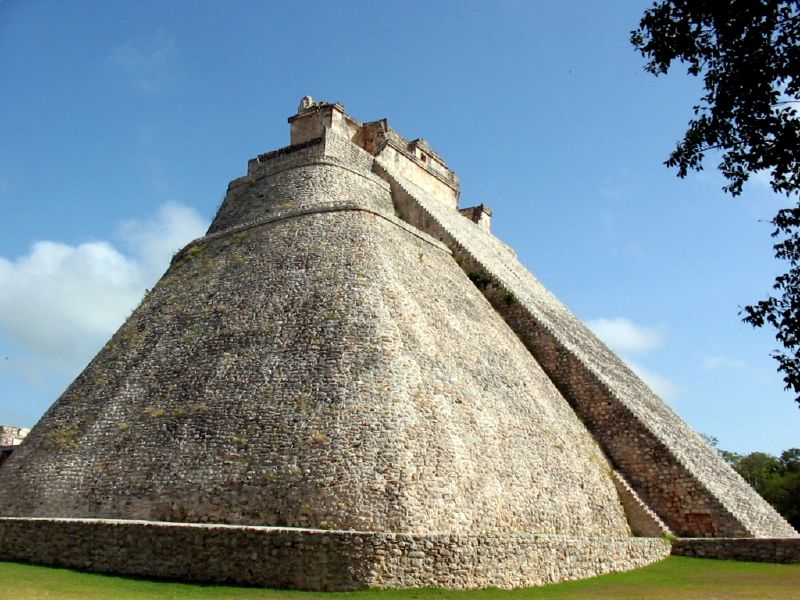
هرم الساحر في أوشمال

أوشمال (بالإسبانية: Uxmal، بلغة اليوكاتيك: Óoxmáal)‏ هي مدينة مايانية قديمة من الفترة الكلاسيكية تقع في المكسيك. وهي تعتبر إحدى أهم المواقع الأثرية من حضارة المايا، إلى جانب تشيتشن إيتزا في المكسيك؛ وكاراكول وشونانتونيتش في بليز، وتيكال في غواتيمالا. وهي تقع في المنطقة بووك وتعتبر مثالا على الطراز المعماري السائد في المنطقة. وقد تم وضع الموقع في قائمة مواقع التراث العالمي لليونسكو تقديرا لأهميته.
تقع المدينة على بعد 62 كم جنوب ميريدا عاصمة ولاية يوكاتان في المكسيك. وتتميز مبانيها بحجمها وتصميمها. ترتبط المباني عبر طرق قديمة تدعى ساكبي sacbe، وكذلك بنيت نحو مدن أخرى في المنطقة.
مباني المدينة هي مثال على أسلوب رايلي كاند بوك، بجدرانها الملساء المنخفضة والتي تفتح على أفاريز مزخرفة التي تصور أكواخ المايا العادية. وهي تتمثل بشكل أعمدة (وهي تمثل أعواد القصب المستخدمة في جدران الأكواخ) وأشكال شبه منحرفة (تمثل أسقف القش). كما تظهر أشكال الثعابين المتشابكة أو ذات الرأسين وهي تمثل أقنعة إله المطر، تشاك؛ كما تمثل أنوفها الكبيرة العواصف. بينما تظهر الحيات ذات الريش بفكوكها المفتوحة وهي تدخل وتخرج من أشكال بشرية. وهي تظهر أيضا في بعض المدن التي تأثرت بثقافة الناوا والتي انتشرت بها عبادة كيتزالكواتل وتلالوك. وقد اندمجت هذه الثقافات مع عادات وتقاليد أهل منطقة بوك.
استفادت المباني من التضاريس بما تميزت به من ارتفاع وأحجام ضخمة، ومن ذلك هرم الساحر، وقصر الحاكم الذي غطى مساحة تزيد عن 1200 ميل مربع (12,917 قدم مربع).

## تاريخ المدينة
كانت المدينة من أهم المدن في العهد الماياني الكلاسيكي وفي بداية القرن الحادي عشر عندما وصل الغزاة التولتك وغيرهم إلى يوكاتان وبنوا عاصمتهم في تشيتشن إيتزا توقفت العديد من عمليات البناء ووفقا لأسطورة مايانية فقد استمرت أوشمال كمكان مأهول ودخلت في حلف مع مايابان وكان يحكمها من يسمون توتيل كسيوس وعندما انتهى الحلف تم هجر المدينة.

## مباني المدينة
تقع المنطقة وسط سافانا لكن المنطقة المحيطة كثيفة الأشجار وتمت إحاطة مصادر الماء بالآبار داخل المدن. وتم استخدام الحجر الجيري في البناء وتمت تغطية معظم الأسطح بالجص وتم قطع الأحجار وتحسينها بالملاط. ويقع على قمة المعبد الرئيسي هرم عملاق وهناك دير مربع يحتوى على أربع مباني مستطيلة تقابل ساحة ومقسمة لغرف صغيرة وهي على الأغلب كانت للكهنة.
ينتصب قصر الحاكم على هضبة ثلاثية ويقال أنه فريد من نوعه في أمريكا الوسطى وهناك بيت السلاحف الذي سمي بهذا الاسم لوجود إفريز مزين بأشكال سلاحف وهناك بيت الحمام وهو يمثل برج حمام كبير.